# Kozia Wola (Sainte-Croix)
Pour les articles homonymes, voir Kozia Wola.
Kozia Wola est une localité polonaise de la gmina de Stąporków, située dans le powiat de Końskie en voïvodie de Sainte-Croix.